# وادی طیبه
وادی طیبه (انگلیسی: Wadi Tayyibah) یک منطقه مسکونی و آب‌گذر در امارات متحده عربی است که در رأس‌الخیمه واقع شده‌است.